# Irma Dimas
Irma Marina Dimas Pineda (San Salvador, 9 de agosto de 1986) es una modelo salvadoreña que fue coronada como Miss El Salvador, el 27 de febrero de 2005.

## Biografía
Irma Dimas nació en San Salvador, el 9 de agosto de 1986. antes de dedicarse a los medios era una persona con una vida normal, dedicada a su familia y estudios. Su aparición en los medios la realizó cuando asistió a un reality de canal doce de televisión, llamado Rumbo a la corona, para ganar el derecho de ser una de las representantes del concurso Miss El Salvador en su edición de 2005. Eventualmente ganó el concurso y el derecho de representar a El Salvador en Miss Universo 2005 en Bangkok, Tailandia y en Miss Tierra en Ciudad Quezón, Filipinas.
Estudia derecho (Ciencias Jurídicas) en la Universidad Centroamericana José Simeón Cañas (UCA), previo a la competencia en Miss Universo tuvo que dejar sus estudios temporalmente, además tuvo un entrenamiento intensivo de cuatro meses para estar lista para la competencia. Luego de su incursión en concursos de belleza Dimas ha trabajado como modelo, ha sido también imagen de la extinta compañía de cable AMNET. Se desempeña como empresaria del sector Agroindustrial.
Incursionó en la política a través del Partido Demócrata Cristiano de El Salvador, donde integra la comisión política.

## Concursos de belleza
En 2004 canal doce de televisión lanza una convocatoria para que señoritas puedan ingresar a un reality show (realizado por el mismo canal bajo la producción de Jonás Herrera) en el cual se escogería a la representante de El Salvador a Miss Universo, mediante el extinto concurso nacional Miss El Salvador. La mecánica de este reality previo al concurso consistía en realizar evaluaciones a las chicas para saber quienes se quedarían con los catorce puestos titulares, en los cuales cada una representaría a uno de los catorce departamentos del país, este concurso duró cinco meses y participaron 28 chicas. La participación de Dimas en el concurso fue por coincidencia, ya que, ella iba acompañando a una amiga de infancia que se inscribió, pero, fue vista por el presidente de la organización Miss El Salvador quien le convenció de inscribirse, ella fue de las últimas concursantes en estar dentro de la competencia. A medida que iba pasando el reality y las pruebas a las que se sometían, Dimas quedó entre las catorce señoritas que al final se escogieron, ella representó al departamento de Sonsonate en el concurso. Durante el evento final realizado el 27 de febrero de 2005 y frente a miles de espectadores, se llevó la corona, ganándose así el derecho de representar a El Salvador en Miss Universo 2005. Dimas ganó además otros premios adicionales de parte de patrocinadores, como mejor boca, mujer integral, mejores piernas, Miss Internet, y mejor rostro AVON. Las finalistas incluyeron representantes de los departamentos de San Miguel y La Libertad.
El 31 de mayo de 2005 Dimas estuvo en Miss Universo, luego de meses de preparación, durante la noche del evento final no clasificó dentro de las quince semifinalistas, ese año Miss Universo fue ganado por la representante de Canadá, Natalie Glebova.
El 23 de octubre de 2005, participó en Miss Tierra realizado en Ciudad Quezón, Filipinas, donde logró ubicarse dentro del TOP 16 de semifinalistas, siendo la primera vez que una representante de El Salvador clasifica dentro de este concurso, luego de la competencia en traje de baño, no logró avanzar hacía las finales. En diciembre de ese mismo año participó en el concurso Miss Piel Dorada, donde más de 30 concursantes de América y Europa participaron, este concurso se realizó en Costa Rica e Irma Dimas fue la ganadora del mismo los premios que obtuvo en este concurso fueron un auto y el derecho de posar en el calendario de Piel dorada de la edición 2006 entre otros. Dimas es la trigésimocuarta mujer en ganar el título de Miss El Salvador.
| Predecesor: Silvia Gabriela Mejía Córdoba | Miss El Salvador 2005 | Sucesor: Rebecca Iraheta |